# Suore agostiniane della Santissima Annunziata
Le Suore Agostiniane della Santissima Annunziata sono un istituto religioso femminile di diritto pontificio.

## Storia
Le origini della congregazione risalgono alla comunità fondata il 28 gennaio 1528 dalla vedova Maria di Jacopo Fantozzi per il servizio nell'asilo dei poveri di San Bartolomeo a San Giovanni Valdarno: più tardi, non riuscendo a mantenere economicamente l'asilo, la Fantozzi e le sue compagne si costituirono in comunità monastica di clausura, adottando la regola di Sant'Agostino e prendendo il nome di monache della Santissima Annunziata.
Nel 1785, sotto il granducato di Pietro Leopoldo d'Austria, le monache aprirono una scuola femminile e iniziarono a dedicarsi all'insegnamento.
A partire dal 1925 al monastero di San Giovanni Valdarno si unirono quelli delle agostiniane di Castiglion Fiorentino e Arezzo e nel 1931, sotto la guida di Raffaella Forconi e su consiglio del priore generale degli agostiniani Eustasio Esteban, le comunità monastiche si unirono in una congregazione di vita attiva.
L'istituto nel 1954 ricevette il riconoscimento pontificio e fu aggregato all'ordine agostiniano.

## Attività e diffusione
Le suore si dedicano all'istruzione e all'educazione della gioventù e alle opere di carità.
Oltre che in Italia, sono presenti in India e in Mozambico; la sede generalizia è a San Giovanni Valdarno.
Alla fine del 2008 la congregazione contava 103 religiose in 15 case.